# HMS Mars (1896)
O HMS Mars foi um couraçado pré-dreadnought operado pela Marinha Real Britânica e a sexta embarcação da Classe Majestic. Sua construção começou em junho de 1894 nos estaleiros da Laird Brothers e foi lançado ao mar em março de 1896, sendo comissionado na frota britânica em junho do ano seguinte. Era armado com uma bateria principal composta por quatro canhões de 305 milímetros montados em duas torres de artilharia duplas, tinha um deslocamento de mais de dezesseis mil toneladas e alcançava uma velocidade máxima de dezesseis nós (trinta quilômetros por hora).
O Mars teve um início de carreira tranquilo, servindo primeiro na Frota do Canal e depois na sucessora Frota do Atlântico até ser transferido em 1906 para a Frota Doméstica. A Primeira Guerra Mundial começou em meados de 1914 e ele foi usado inicialmente para deveres de patrulha e guarda pelo litoral britânico. Foi desarmado em 1915 e convertido em um navio de transporte de tropas, participando da Campanha de Galípoli. Depois disso foi transformado em um depósito flutuante e usado como tal de 1916 até ser tirado de serviço em julho de 1920, sendo desmontado em 1921.

## Características

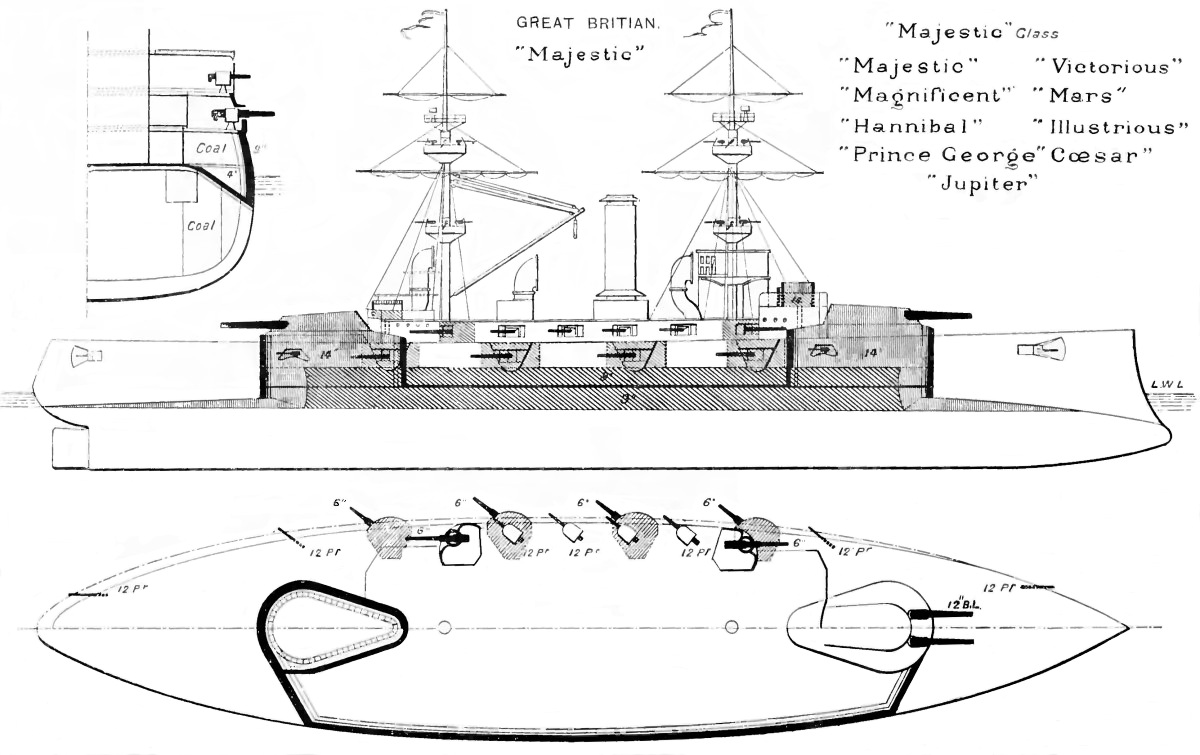
Desenho da Classe Majestic

O Mars tinha 128,3 metros de comprimento de fora a fora, boca de 22,8 metros e calado de 8,2 metros. Seu deslocamento carregado de 16 320 toneladas. Seu sistema de propulsão era composto por oito caldeiras de tubos d'água cilíndricas a carvão que alimentavam dois motores de tripla expansão com três cilindros, cada um girando uma hélice. As caldeiras foram substituídas entre 1907 e 1908 por modelos que queimavam óleo combustível. Os motores tinham uma potência indicada de 10,2 mil cavalos-vapor (7,5 mil quilowatts) para uma velocidade máxima de dezesseis nós (trinta quilômetros por hora). A tripulação era formada por 672 oficiais e marinheiros.
O armamento principal consistia em quatro canhões Marco VIII calibre 35 de 305 milímetros montados em duas torres de artilharia, uma à vante e outra à ré. As torres ficavam sobre barbetas em formato de pêssego. O armamento secundário tinha doze canhões calibre 40 de 152 milímetros montados em casamatas em dois conveses à meia-nau. Também tinha dezesseis canhões de 76 milímetros e doze canhões de 47 milímetros para defesa contra barcos torpedeiros. Por fim, foi equipado com cinco tubos de torpedo de 450 milímetros, quatro dos quais ficavam submersos no casco e o último em um lançador no convés. O cinturão principal de blindagem era feito de aço Harvey e tinha 229 milímetros de espessura. As barbetas eram protegidas por 356 milímetros, mesma espessura das laterais da torre de comando. As anteparas tinha de 305 a 356 milímetros, enquanto o convés tinha entre 64 e 102 milímetros.

## Carreira
O batimento de quilha do Mars ocorreu em 2 de junho de 1894 nos estaleiros da Laird Brothers em Birkenhead, sendo lançado ao mar em 30 de março de 1896. Foi comissionado na Divisão de Portsmouth da Frota do Canal em 8 de junho de 1897. Participou no dia 26 de uma revista de frota pelo jubileu de diamante da rainha Vitória, enquanto em 16 de agosto de 1902 participou de outra revista, agora pela coroação do rei Eduardo VII. Passou os dois meses seguintes em uma esquadra que visitou Náuplia e a Baía de Suda em Creta para manobras combinadas entre a Frota do Canal e a Frota do Mediterrâneo. Foi passar por manutenção em Portsmouth a partir de 16 de agosto de 1904 e, durante este período, a Frota do Canal foi reorganizada como a Frota do Atlântico em 1º de janeiro de 1905. A manutenção terminou em março em 1905 e o couraçado continuou servindo na Frota do Atlântico até 31 de março de 1906, quando foi descomissionado e colocado na reserva.

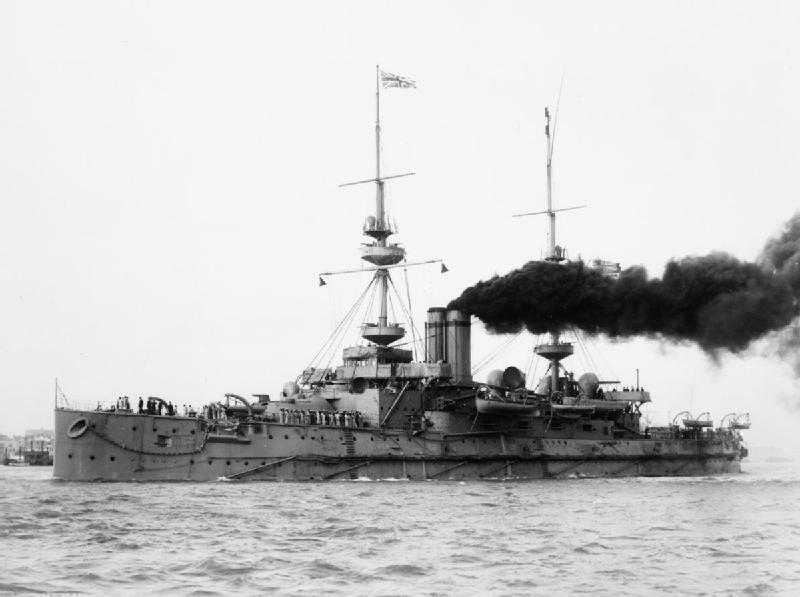
O Mars em 1901

O Mars foi recomissionado em 31 de outubro para atuar na nova Frota do Canal, onde permaneceu até ser descomissionado de novo em 4 de março de 1907. Voltou ao serviço no dia seguinte como parte da Divisão de Portsmouth da nova Frota Doméstica, que tinha sido formada em janeiro. Durante este serviço passou por manutenção entre 1908 e 1909 e entre 1911 e 1912. Estava na 4ª Divisão da Frota Doméstica no final de julho de 1914, quando a Marinha Real Britânica decidiu realizar uma mobilização em preparação para um risco cada vez maior de guerra. O Mars e seus irmãos HMS Magnificent, HMS Victorious e HMS Hannibal foram reunidos na 9ª Esquadra de Batalha em Humber sob o comando do comodoro George Alexander Ballard. O Mars estava atuando como navio de guarda no local quando a Primeira Guerra Mundial começou em agosto, continuando a exercer essa função até a 9ª Esquadra ser dissolvida no dia 7.
O navio foi colocado na Patrulha de Dover em 9 de dezembro, mas apenas dois dias depois foi transferido para Portsmouth. Ficou no local até fevereiro de 1915. As embarcações da Classe Majestic nessa altura eram os couraçados mais antigos e menos eficazes da Marinha Real, assim o Mars foi transferido para Belfast em fevereiro e descomissionado no dia 15. Foi desarmado nos estaleiros da Harland and Wolff entre março e abril, ficando apenas com quatro canhões de 152 milímetros e algumas outras armas menores. Seus canhões de 305 milímetros foram usados para armar os novos monitores HMS Earl of Peterborough e HMS Sir Thomas Picton. Depois disso foi deixado atracado em Loch Goil.
O Mars foi recomissionado em setembro de 1915 como navio de transporte de tropas em apoio à Campanha de Galípoli. Ele e seus irmãos também desarmados Magnificent e Hannibal chegaram em Mudros em 5 de outubro. O navio participou da evacuação de tropas Aliadas em Dardanelos em 8 e 9 de dezembro e depois do Cabo Helles em 8 e 9 de janeiro de 1916. Durante esta última, recebeu cobertura do Sir Thomas Picton,. Voltou para Devonport em fevereiro e foi tirado de serviço, passando por manutenção e reformas para ser convertido em um depósito flutuante. Foi recomissionado como tal em 1º de setembro de 1916, servindo nessa função em Invergordon até julho de 1920. Foi colocado na lista de descarte em 7 de julho de 1920 e vendido para desmontagem em 9 de maio de 1921, sendo desmontado em Briton Ferry a partir de novembro.